# 북천안 나들목

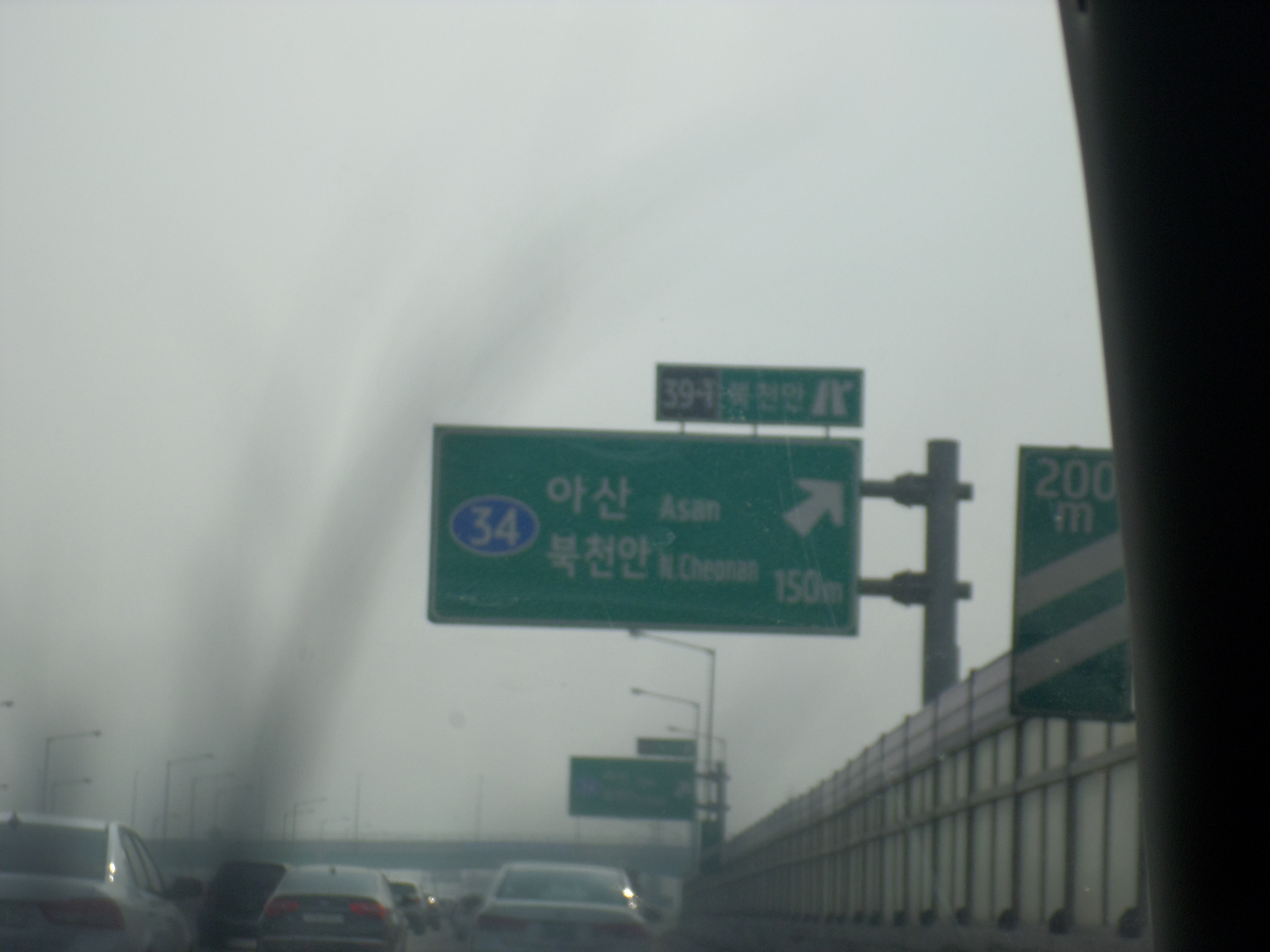
북천안 나들목 진출 표지판

북천안 나들목(N.Cheonan IC)은 충청남도 천안시 서북구 성거읍 오색당리, 삼곡리, 모전리에 걸쳐 있는 경부고속도로의 39-1번 나들목이다. 나들목 진출입로는 직산읍 남산리, 판정리, 군동리와 접하고 있다. 경부고속도로의 성환 활주로 구간 내에 건설한 나들목으로, 2006년 성환 활주로가 비상 활주로에서 지정해제된 후 나들목 설치 공사가 착공되었으며 2012년 9월 25일에 개통되었다. 국도 제34호선을 통해 아산시, 진천군, 성환읍, 직산읍, 입장면으로 진출할 수 있다.

## 연혁
- 2008년 12월 8일 : 2011년까지 나들목 신설을 위해 천안시 도시계획구역 교통광장에 성거읍 삼곡리 일대를 북천안 나들목으로 고시[3]
- 2012년 9월 25일 : 나들목 신설 개통[4]

## 구조물 정보
이중 트럼펫형 나들목이다.
- 영업소: 충청남도 천안시 서북구 성거읍 도토성길 146

## 접속하는 도로
- 국도 제34호선 (삼사로)

## 교통량 정보
| 요금소          | 통행량 (대/일) | 통행량 (대/일) | 통행량 (대/일) | 통행량 (대/일) | 통행량 (대/일) | 통행량 (대/일) | 통행량 (대/일) | 통행량 (대/일) | 통행량 (대/일) | 통행량 (대/일) | 각주  |
| 요금소          | 2001년         | 2002년         | 2003년         | 2004년         | 2005년         | 2006년         | 2007년         | 2008년         | 2009년         | 2010년         | 각주  |
| --------------- | -------------- | -------------- | -------------- | -------------- | -------------- | -------------- | -------------- | -------------- | -------------- | -------------- | ----- |
| 북천안 (폐쇄식) | 미개통         | 미개통         | 미개통         | 미개통         | 미개통         | 미개통         | 미개통         | 미개통         | 미개통         | 미개통         | [ 5 ] |
| 요금소          | 2011년         | 2012년         | 2013년         | 2014년         | 2015년         | 2016년         | 2017년         | 2018년         | 2019년         |                | [ 5 ] |
| 북천안 (폐쇄식) | 미개통         | 4,595          | 6,872          | 8,582          | 9,607          | 10,641         | 10,697         | 10,680         | 11,158         |                | [ 5 ] |